# Байер, Иоганн
Иоганн Байер (нем. Johann Bayer; 1572, Райн, Бавария — 7 марта 1625, Аугсбург) — немецкий астроном и юрист, историк астрономии.
Начал изучать философию в Ингольштадте в 1592 году и позже переехал в Аугсбург, чтобы работать адвокатом. Он заинтересовался астрономией, находясь в Аугсгбурге. В конечном счёте стал юрисконсультом в аугсбургском городском совете в 1612 году.
Наиболее известной его работой стал звёздный атлас «Уранометрия» (лат. Uranometria), изданный в 1603 году, который стал первым атласом, охватившим всю небесную сферу. Он ввёл систему обозначений звёзд с помощью греческих букв, а также несколько новых созвездий.
В честь Байера назван кратер на Луне.